# Currie Cup (2005)
Currie Cup 2005 – sześćdziesiąta siódma edycja Currie Cup, najwyższego poziomu rozgrywek w rugby union w RPA. Zawody odbyły się w dniach 24 czerwca – 22 października 2005 roku.
Właściwe zawody poprzedziła faza eliminacyjna, w której czternaście uczestniczących drużyn rywalizowało systemem kołowym w ramach dwóch siedmiozespołowych sekcji. Czołowe czwórki z każdej grupy awansowały do walki o Currie Cup w Premier Division, pozostałe zaś grały o Absa Cup w First Division. W obu rozgrywkach drużyny pozostały przydzielone do swoich sekcji i rozgrywały mecze systemem ligowym z zespołami z drugiej grupy, a dwie najlepsze drużyny z każdej z nich awansowały do półfinałów.
Pierwszy od dwudziestu dziewięciu lat tytuł zdobyli rugbyści Cheetahs. Najwięcej punktów w zawodach (120) zdobył Willem de Waal, w klasyfikacji przyłożeń z osiemnastoma zwyciężył Rayno Benjamin, Anton Leonard został natomiast uznany najlepszym graczem tej edycji.

## Eliminacje

### Grupa X
| 24 czerwca 200516:30 | Blue Bulls | 69:28(34:14) | Mighty Elephants | Loftus Versfeld Stadium, Pretoria Widzów: 3 470 Sędzia: Jerome America |
| 24 czerwca 200516:30 |            | 69:28(34:14) |                  | Loftus Versfeld Stadium, Pretoria Widzów: 3 470 Sędzia: Jerome America |

| 24 czerwca 200519:00 | Natal Sharks | 37:23(22:16) | Boland Cavaliers | ABSA Stadium, Durban Sędzia: Jonathan Kaplan |
| 24 czerwca 200519:00 |              | 37:23(22:16) |                  | ABSA Stadium, Durban Sędzia: Jonathan Kaplan |

| 24 czerwca 200519:00 | Golden Lions | 44:6(10:6) | Falcons | Ellis Park, Johannesburg Widzów: 5 085 Sędzia: Deon van Blommestein |
| 24 czerwca 200519:00 |              | 44:6(10:6) |         | Ellis Park, Johannesburg Widzów: 5 085 Sędzia: Deon van Blommestein |

| 2 lipca 200515:00 | SWD Eagles | 3:36(3:24) | Natal Sharks | Outeniqua Park, George Widzów: 3 500 Sędzia: Jerome Fortuin |
| 2 lipca 200515:00 |            | 3:36(3:24) |              | Outeniqua Park, George Widzów: 3 500 Sędzia: Jerome Fortuin |

| 2 lipca 200515:30 | Boland Cavaliers | 27:32(13:15) | Golden Lions | Boland Stadium, Wellington |
| 2 lipca 200515:30 |                  | 27:32(13:15) |              | Boland Stadium, Wellington |

| 2 lipca 200517:00 | Falcons | 14:37(11:16) | Blue Bulls | Bosman Stadium, Brakpan Widzów: 4 500 |
| 2 lipca 200517:00 |         | 14:37(11:16) |            | Bosman Stadium, Brakpan Widzów: 4 500 |

| 8 lipca 200519:00 | Golden Lions | 56:10(30:3) | SWD Eagles | Ellis Park, Johannesburg Widzów: 4 827 Sędzia: Tappe Henning |
| 8 lipca 200519:00 |              | 56:10(30:3) |            | Ellis Park, Johannesburg Widzów: 4 827 Sędzia: Tappe Henning |

| 9 lipca 200515:00 | Blue Bulls | 41:29(22:3) | Boland Cavaliers | Loftus Versfeld Stadium, Pretoria |
| 9 lipca 200515:00 |            | 41:29(22:3) |                  | Loftus Versfeld Stadium, Pretoria |

| 9 lipca 200515:30 | Mighty Elephants | 32:31(10:24) | Falcons | EPRU Stadium, Port Elizabeth |
| 9 lipca 200515:30 |                  | 32:31(10:24) |         | EPRU Stadium, Port Elizabeth |

| 16 lipca 200515:00 | SWD Eagles | 6:83(6:39) | Blue Bulls | Outeniqua Park, George Widzów: 4 000 Sędzia: Craig Joubert |
| 16 lipca 200515:00 |            | 6:83(6:39) |            | Outeniqua Park, George Widzów: 4 000 Sędzia: Craig Joubert |

| 16 lipca 200515:30 | Boland Cavaliers | 30:16(13:9) | Mighty Elephants | Boland Stadium, Wellington |
| 16 lipca 200515:30 |                  | 30:16(13:9) |                  | Boland Stadium, Wellington |

| 16 lipca 200517:00 | Natal Sharks | 22:16(12:3) | Golden Lions | ABSA Stadium, Durban Sędzia: Deon van Blommestein |
| 16 lipca 200517:00 |              | 22:16(12:3) |              | ABSA Stadium, Durban Sędzia: Deon van Blommestein |

| 22 lipca 200516:00 | Boland Cavaliers | 56:20(39:8) | SWD Eagles | Boland Stadium, Wellington Sędzia: Jonathan Kaplan |
| 22 lipca 200516:00 |                  | 56:20(39:8) |            | Boland Stadium, Wellington Sędzia: Jonathan Kaplan |

| 22 lipca 200519:00 | Mighty Elephants | 19:29(13:3) | Golden Lions | EPRU Stadium, Port Elizabeth Sędzia: Johann Meuwesen |
| 22 lipca 200519:00 |                  | 19:29(13:3) |              | EPRU Stadium, Port Elizabeth Sędzia: Johann Meuwesen |

| 22 lipca 200519:10 | Falcons | 31:67(14:10) | Natal Sharks | Bosman Stadium, Brakpan Widzów: 4 500 Sędzia: Linston Manuels |
| 22 lipca 200519:10 |         | 31:67(14:10) |              | Bosman Stadium, Brakpan Widzów: 4 500 Sędzia: Linston Manuels |

| 29 lipca 200515:15 | SWD Eagles | 19:6(13:6) | Falcons | Outeniqua Park, George Widzów: 500 Sędzia: Christie du Preez |
| 29 lipca 200515:15 |            | 19:6(13:6) |         | Outeniqua Park, George Widzów: 500 Sędzia: Christie du Preez |

| 29 lipca 200519:00 | Natal Sharks | 67:15(38:10) | Mighty Elephants | ABSA Stadium, Durban Sędzia: Eugene Daniels |
| 29 lipca 200519:00 |              | 67:15(38:10) |                  | ABSA Stadium, Durban Sędzia: Eugene Daniels |

| 5 sierpnia 200517:00 | Mighty Elephants | 36:17(9:10) | SWD Eagles | EPRU Stadium, Port Elizabeth Widzów: 500 Sędzia: Marius Jonker |
| 5 sierpnia 200517:00 |                  | 36:17(9:10) |            | EPRU Stadium, Port Elizabeth Widzów: 500 Sędzia: Marius Jonker |

| 5 sierpnia 200519:00 | Falcons | 28:36(17:10) | Boland Cavaliers | Bosman Stadium, Brakpan Widzów: 375 Sędzia: Tappe Henning |
| 5 sierpnia 200519:00 |         | 28:36(17:10) |                  | Bosman Stadium, Brakpan Widzów: 375 Sędzia: Tappe Henning |

| 5 sierpnia 200519:10 | Blue Bulls | 14:18(14:3) | Natal Sharks | Loftus Versfeld Stadium, Pretoria Widzów: 33 000 Sędzia: Shaun Veldsman |
| 5 sierpnia 200519:10 |            | 14:18(14:3) |              | Loftus Versfeld Stadium, Pretoria Widzów: 33 000 Sędzia: Shaun Veldsman |

| 13 sierpnia 200515:00 | Golden Lions | 46:17(24:0) | Blue Bulls | Ellis Park, Johannesburg Widzów: 25 033 Sędzia: Jonathan Kaplan |
| 13 sierpnia 200515:00 |              | 46:17(24:0) |            | Ellis Park, Johannesburg Widzów: 25 033 Sędzia: Jonathan Kaplan |

### Grupa Y
| 24 czerwca 200519:00 | Pumas | 43:56(22:29) | Leopards | Atlantic Stadium, Witbank Widzów: 1 500 Sędzia: Shaun Veldsman |
| 24 czerwca 200519:00 |       | 43:56(22:29) |          | Atlantic Stadium, Witbank Widzów: 1 500 Sędzia: Shaun Veldsman |

| 24 czerwca 200519:00 | Griquas | 54:12(21:12) | Griffons | Absa Park, Kimberley Widzów: 1 500 Sędzia: Jerome Fortuin |
| 24 czerwca 200519:00 |         | 54:12(21:12) |          | Absa Park, Kimberley Widzów: 1 500 Sędzia: Jerome Fortuin |

| 24 czerwca 200519:10 | Cheetahs | 25:22(16:7) | Western Province | Vodacom Park, Bloemfontein Widzów: 5 000 Sędzia: Tappe Henning |
| 24 czerwca 200519:10 |          | 25:22(16:7) |                  | Vodacom Park, Bloemfontein Widzów: 5 000 Sędzia: Tappe Henning |

| 1 lipca 200519:10 | Western Province | 47:22(20:8) | Griffons | Newlands Stadium, Kapsztad Sędzia: Linston Manuels |
| 1 lipca 200519:10 |                  | 47:22(20:8) |          | Newlands Stadium, Kapsztad Sędzia: Linston Manuels |

| 2 lipca 200515:00 | Griquas | 51:32(27:6) | Border Bulldogs | Absa Park, Kimberley Widzów: 1 000 |
| 2 lipca 200515:00 |         | 51:32(27:6) |                 | Absa Park, Kimberley Widzów: 1 000 |

| 2 lipca 200515:00 | Cheetahs | 54:0(21:0) | Leopards | Vodacom Park, Bloemfontein Widzów: 5 500 |
| 2 lipca 200515:00 |          | 54:0(21:0) |          | Vodacom Park, Bloemfontein Widzów: 5 500 |

| 8 lipca 200519:10 | Pumas | 9:26(9:13) | Griquas | Atlantic Stadium, Witbank Widzów: 1 500 Sędzia: Marius Jonker |
| 8 lipca 200519:10 |       | 9:26(9:13) |         | Atlantic Stadium, Witbank Widzów: 1 500 Sędzia: Marius Jonker |

| 9 lipca 200516:00 | Leopards | 32:43(17:28) | Western Province | Olën Park, Potchefstroom Widzów: 3 000 Sędzia: Philip Bosch |
| 9 lipca 200516:00 |          | 32:43(17:28) |                  | Olën Park, Potchefstroom Widzów: 3 000 Sędzia: Philip Bosch |

| 9 lipca 200517:00 | Border Bulldogs | 12:18(12:12) | Cheetahs | Absa Stadium, East London Widzów: 2 000 Sędzia: Shaun Veldsman |
| 9 lipca 200517:00 |                 | 12:18(12:12) |          | Absa Stadium, East London Widzów: 2 000 Sędzia: Shaun Veldsman |

| 15 lipca 200519:00 | Western Province | 44:3(22:3) | Border Bulldogs | Newlands Stadium, Kapsztad Widzów: 6 500 Sędzia: Mark Lawrence |
| 15 lipca 200519:00 |                  | 44:3(22:3) |                 | Newlands Stadium, Kapsztad Widzów: 6 500 Sędzia: Mark Lawrence |

| 15 lipca 200519:00 | Griffons | 49:16(27:6) | Leopards | North West Stadium, Welkom |
| 15 lipca 200519:00 |          | 49:16(27:6) |          | North West Stadium, Welkom |

| 15 lipca 200519:10 | Cheetahs | 50:3(24:0) | Pumas | Vodacom Park, Bloemfontein |
| 15 lipca 200519:10 |          | 50:3(24:0) |       | Vodacom Park, Bloemfontein |

| 22 lipca 200519:00 | Pumas | 19:37(12:20) | Western Province | Atlantic Stadium, Witbank Widzów: 5 000 Sędzia: Tappe Henning |
| 22 lipca 200519:00 |       | 19:37(12:20) |                  | Atlantic Stadium, Witbank Widzów: 5 000 Sędzia: Tappe Henning |

| 22 lipca 200519:10 | Border Bulldogs | 24:17(10:9) | Griffons | Absa Stadium, East London Widzów: 1 500 Sędzia: Willie Roos |
| 22 lipca 200519:10 |                 | 24:17(10:9) |          | Absa Stadium, East London Widzów: 1 500 Sędzia: Willie Roos |

| 23 lipca 200513:00 | Griquas | 17:19(14:8) | Cheetahs | Absa Park, Kimberley Sędzia: Marius Jonker |
| 23 lipca 200513:00 |         | 17:19(14:8) |          | Absa Park, Kimberley Sędzia: Marius Jonker |

| 29 lipca 200519:00 | Leopards | 52:33(38:14) | Border Bulldogs | Olën Park, Potchefstroom Widzów: 600 Sędzia: Johann Meuwesen |
| 29 lipca 200519:00 |          | 52:33(38:14) |                 | Olën Park, Potchefstroom Widzów: 600 Sędzia: Johann Meuwesen |

| 29 lipca 200519:00 | Griffons | 19:31(13:14) | Pumas | North West Stadium, Welkom Sędzia: Stuart Berry |
| 29 lipca 200519:00 |          | 19:31(13:14) |       | North West Stadium, Welkom Sędzia: Stuart Berry |

| 29 lipca 200519:00 | Western Province | 42:16(21:6) | Griquas | Newlands Stadium, Kapsztad Widzów: 14 537 Sędzia: Mark Lawrence |
| 29 lipca 200519:00 |                  | 42:16(21:6) |         | Newlands Stadium, Kapsztad Widzów: 14 537 Sędzia: Mark Lawrence |

| 5 sierpnia 200519:00 | Leopards | 26:24(13:12) | Griquas | Potchefstroom University, Potchefstroom Sędzia: Willie Roos |
| 5 sierpnia 200519:00 |          | 26:24(13:12) |         | Potchefstroom University, Potchefstroom Sędzia: Willie Roos |

| 5 sierpnia 200519:00 | Griffons | 0:43(0:15) | Cheetahs | North West Stadium, Welkom Widzów: 500 Sędzia: Christie du Preez |
| 5 sierpnia 200519:00 |          | 0:43(0:15) |          | North West Stadium, Welkom Widzów: 500 Sędzia: Christie du Preez |

| 5 sierpnia 200519:10 | Border Bulldogs | 15:28(15:7) | Pumas | Absa Stadium, East London Widzów: 4 000 Sędzia: Johann Meuwesen |
| 5 sierpnia 200519:10 |                 | 15:28(15:7) |       | Absa Stadium, East London Widzów: 4 000 Sędzia: Johann Meuwesen |

## Premier Division

### Faza grupowa
| 19 sierpnia 200519:10 | Natal Sharks | 55:17(29:3) | Leopards | ABSA Stadium, Durban Sędzia: Jerome Fortuin |
| 19 sierpnia 200519:10 |              | 55:17(29:3) |          | ABSA Stadium, Durban Sędzia: Jerome Fortuin |

| 20 sierpnia 200515:00 | Golden Lions | 53:11(13:11) | Griquas | Ellis Park, Johannesburg Widzów: 5 235 Sędzia: Tappe Henning |
| 20 sierpnia 200515:00 |              | 53:11(13:11) |         | Ellis Park, Johannesburg Widzów: 5 235 Sędzia: Tappe Henning |

| 20 sierpnia 200515:00 | Boland Cavaliers | 29:22(12:5) | Western Province | Boland Stadium, Wellington Sędzia: Jonathan Kaplan |
| 20 sierpnia 200515:00 |                  | 29:22(12:5) |                  | Boland Stadium, Wellington Sędzia: Jonathan Kaplan |

| 20 sierpnia 200517:00 | Blue Bulls | 26:16(13:5) | Cheetahs | Loftus Versfeld Stadium, Pretoria Sędzia: Craig Joubert |
| 20 sierpnia 200517:00 |            | 26:16(13:5) |          | Loftus Versfeld Stadium, Pretoria Sędzia: Craig Joubert |

| 26 sierpnia 200519:10 | Leopards | 21:37(7:20) | Golden Lions | Olën Park, Potchefstroom Widzów: 3 500 Sędzia: Linston Manuels |
| 26 sierpnia 200519:10 |          | 21:37(7:20) |              | Olën Park, Potchefstroom Widzów: 3 500 Sędzia: Linston Manuels |

| 27 sierpnia 200515:00 | Cheetahs | 46:15(10:5) | Boland Cavaliers | Vodacom Park, Bloemfontein Widzów: 5 000 Sędzia: Marius Jonker |
| 27 sierpnia 200515:00 |          | 46:15(10:5) |                  | Vodacom Park, Bloemfontein Widzów: 5 000 Sędzia: Marius Jonker |

| 27 sierpnia 200515:00 | Griquas | 27:28(16:11) | Natal Sharks | Absa Park, Kimberley Widzów: 3 500 Sędzia: Shaun Veldsman |
| 27 sierpnia 200515:00 |         | 27:28(16:11) |              | Absa Park, Kimberley Widzów: 3 500 Sędzia: Shaun Veldsman |

| 27 sierpnia 200517:00 | Western Province | 10:18(0:8) | Blue Bulls | Newlands Stadium, Kapsztad Widzów: 20 104 Sędzia: Mark Lawrence |
| 27 sierpnia 200517:00 |                  | 10:18(0:8) |            | Newlands Stadium, Kapsztad Widzów: 20 104 Sędzia: Mark Lawrence |

| 2 września 200519:10 | Blue Bulls | 69:24(34:3) | Leopards | Loftus Versfeld Stadium, Pretoria Sędzia: Jonathan Kaplan |
| 2 września 200519:10 |            | 69:24(34:3) |          | Loftus Versfeld Stadium, Pretoria Sędzia: Jonathan Kaplan |

| 3 września 200515:00 | Golden Lions | 23:38(13:10) | Western Province | Ellis Park, Johannesburg Sędzia: Craig Joubert |
| 3 września 200515:00 |              | 23:38(13:10) |                  | Ellis Park, Johannesburg Sędzia: Craig Joubert |

| 3 września 200515:00 | Boland Cavaliers | 20:36(8:21) | Griquas | Boland Stadium, Wellington Widzów: 1 500 Sędzia: Deon van Blommestein |
| 3 września 200515:00 |                  | 20:36(8:21) |         | Boland Stadium, Wellington Widzów: 1 500 Sędzia: Deon van Blommestein |

| 3 września 200517:00 | Natal Sharks | 18:29(3:9) | Cheetahs | ABSA Stadium, Durban Sędzia: Tappe Henning |
| 3 września 200517:00 |              | 18:29(3:9) |          | ABSA Stadium, Durban Sędzia: Tappe Henning |

| 9 września 200519:10 | Leopards | 50:47(22:25) | Boland Cavaliers | Olën Park, Potchefstroom Widzów: 1 500 Sędzia: Jerome Fortuin |
| 9 września 200519:10 |          | 50:47(22:25) |                  | Olën Park, Potchefstroom Widzów: 1 500 Sędzia: Jerome Fortuin |

| 10 września 200515:00 | Griquas | 30:49(13:27) | Blue Bulls | Absa Park, Kimberley Widzów: 6 000 Sędzia: Shaun Veldsman |
| 10 września 200515:00 |         | 30:49(13:27) |            | Absa Park, Kimberley Widzów: 6 000 Sędzia: Shaun Veldsman |

| 10 września 200515:00 | Cheetahs | 20:31(13:21) | Golden Lions | Vodacom Park, Bloemfontein Widzów: 12 560 Sędzia: Marius Jonker |
| 10 września 200515:00 |          | 20:31(13:21) |              | Vodacom Park, Bloemfontein Widzów: 12 560 Sędzia: Marius Jonker |

| 10 września 200517:00 | Western Province | 47:19(27:12) | Natal Sharks | Newlands Stadium, Kapsztad Sędzia: Mark Lawrence |
| 10 września 200517:00 |                  | 47:19(27:12) |              | Newlands Stadium, Kapsztad Sędzia: Mark Lawrence |

| 16 września 200519:10 | Golden Lions | 44:27(17:16) | Leopards | Ellis Park, Johannesburg Widzów: 3 097 Sędzia: Tappe Henning |
| 16 września 200519:10 |              | 44:27(17:16) |          | Ellis Park, Johannesburg Widzów: 3 097 Sędzia: Tappe Henning |

| 17 września 200515:00 | Boland Cavaliers | 21:29(13:10) | Cheetahs | Boland Stadium, Wellington Widzów: 650 Sędzia: Craig Joubert |
| 17 września 200515:00 |                  | 21:29(13:10) |          | Boland Stadium, Wellington Widzów: 650 Sędzia: Craig Joubert |

| 17 września 200515:00 | Natal Sharks | 29:10(10:3) | Griquas | ABSA Stadium, Durban Widzów: 22 000 Sędzia: Linston Manuels |
| 17 września 200515:00 |              | 29:10(10:3) |         | ABSA Stadium, Durban Widzów: 22 000 Sędzia: Linston Manuels |

| 17 września 200517:00 | Blue Bulls | 39:3(20:3) | Western Province | Loftus Versfeld Stadium, Pretoria Sędzia: Jonathan Kaplan |
| 17 września 200517:00 |            | 39:3(20:3) |                  | Loftus Versfeld Stadium, Pretoria Sędzia: Jonathan Kaplan |

| 23 września 200519:10 | Western Province | 47:13(16:13) | Boland Cavaliers | Newlands Stadium, Kapsztad Widzów: 10 456 Sędzia: Marius Jonker |
| 23 września 200519:10 |                  | 47:13(16:13) |                  | Newlands Stadium, Kapsztad Widzów: 10 456 Sędzia: Marius Jonker |

| 24 września 200515:00 | Leopards | 43:65(19:25) | Natal Sharks | Olympia Park, Rustenburg Widzów: 4 000 Sędzia: Shaun Veldsman |
| 24 września 200515:00 |          | 43:65(19:25) |              | Olympia Park, Rustenburg Widzów: 4 000 Sędzia: Shaun Veldsman |

| 24 września 200515:00 | Griquas | 28:33(14:16) | Golden Lions | Absa Park, Kimberley Widzów: 1 300 Sędzia: Jerome Fortuin |
| 24 września 200515:00 |         | 28:33(14:16) |              | Absa Park, Kimberley Widzów: 1 300 Sędzia: Jerome Fortuin |

| 24 września 200517:00 | Cheetahs | 22:26(16:20) | Blue Bulls | Vodacom Park, Bloemfontein Widzów: 16 770 Sędzia: Mark Lawrence |
| 24 września 200517:00 |          | 22:26(16:20) |            | Vodacom Park, Bloemfontein Widzów: 16 770 Sędzia: Mark Lawrence |

| 30 września 200519:10 | Blue Bulls | 59:0(38:0) | Griquas | Loftus Versfeld Stadium, Pretoria Widzów: 16 114 Sędzia: Willie Roos |
| 30 września 200519:10 |            | 59:0(38:0) |         | Loftus Versfeld Stadium, Pretoria Widzów: 16 114 Sędzia: Willie Roos |

| 1 października 200515:00 | Boland Cavaliers | 39:26(32:0) | Leopards | Boland Stadium, Wellington Widzów: 900 Sędzia: Marius Jonker |
| 1 października 200515:00 |                  | 39:26(32:0) |          | Boland Stadium, Wellington Widzów: 900 Sędzia: Marius Jonker |

| 1 października 200515:00 | Natal Sharks | 21:45(16:6) | Western Province | ABSA Stadium, Durban Widzów: 23 000 Sędzia: Tappe Henning |
| 1 października 200515:00 |              | 21:45(16:6) |                  | ABSA Stadium, Durban Widzów: 23 000 Sędzia: Tappe Henning |

| 1 października 200517:00 | Golden Lions | 37:36(13:15) | Cheetahs | Ellis Park, Johannesburg Sędzia: Jonathan Kaplan |
| 1 października 200517:00 |              | 37:36(13:15) |          | Ellis Park, Johannesburg Sędzia: Jonathan Kaplan |

| 7 października 200515:30 | Griquas | 26:37(14:20) | Boland Cavaliers | Absa Park, Kimberley Widzów: 500 Sędzia: Craig Joubert |
| 7 października 200515:30 |         | 26:37(14:20) |                  | Absa Park, Kimberley Widzów: 500 Sędzia: Craig Joubert |

| 7 października 200519:10 | Leopards | 10:61(10:31) | Blue Bulls | Olympia Park, Rustenburg Widzów: 21 000 Sędzia: Mark Lawrence |
| 7 października 200519:10 |          | 10:61(10:31) |            | Olympia Park, Rustenburg Widzów: 21 000 Sędzia: Mark Lawrence |

| 8 października 200515:00 | Cheetahs | 17:3(3:3) | Natal Sharks | Vodacom Park, Bloemfontein Sędzia: Shaun Veldsman |
| 8 października 200515:00 |          | 17:3(3:3) |              | Vodacom Park, Bloemfontein Sędzia: Shaun Veldsman |

| 8 października 200517:00 | Western Province | 23:17(13:10) | Golden Lions | Newlands Stadium, Kapsztad Widzów: 21 647 Sędzia: Johann Meuwesen |
| 8 października 200517:00 |                  | 23:17(13:10) |              | Newlands Stadium, Kapsztad Widzów: 21 647 Sędzia: Johann Meuwesen |

### Faza pucharowa
|  |                      |                  |          |                      |    |            |            |       |
|  | Półfinał             | Półfinał         | Półfinał |                      |    | Finał      | Finał      | Finał |
|  | Półfinał             | Półfinał         | Półfinał |                      |    | Finał      | Finał      | Finał |
|  | 15 października 2005 |                  |          |                      |    |            |            |       |
|  |                      |                  |          |                      |    |            |            |       |
|  | Blue Bulls           | Blue Bulls       | 31       |                      |    |            |            |       |
|  | Blue Bulls           | Blue Bulls       | 31       | 22 października 2005 |    |            |            |       |
|  | Golden Lions         | Golden Lions     | 23       |                      |    |            |            |       |
|  | Golden Lions         | Golden Lions     | 23       |                      |    | Blue Bulls | Blue Bulls | 25    |
|  | 15 października 2005 |                  |          |                      |    | Blue Bulls | Blue Bulls | 25    |
|  |                      |                  | Cheetahs | Cheetahs             | 29 |            |            |       |
|  | Western Province     | Western Province | Cheetahs | Cheetahs             | 29 | 11         |            |       |
|  | Western Province     | Western Province |          |                      |    |            |            |       |
|  | Cheetahs             | Cheetahs         | 16       |                      |    |            |            |       |
|  | Cheetahs             | Cheetahs         | 16       |                      |    |            |            |       |

| 15 października 200517:00 | Blue Bulls | 31:23(16:17) | Golden Lions | Loftus Versfeld Stadium, Pretoria Sędzia: Mark Lawrence |
| 15 października 200517:00 |            | 31:23(16:17) |              | Loftus Versfeld Stadium, Pretoria Sędzia: Mark Lawrence |

| 15 października 200514:15 | Western Province | 11:16(3:10) | Cheetahs | Newlands Stadium, Kapsztad Widzów: 35 123 Sędzia: Tappe Henning |
| 15 października 200514:15 |                  | 11:16(3:10) |          | Newlands Stadium, Kapsztad Widzów: 35 123 Sędzia: Tappe Henning |

| 22 października 200516:30 | Blue Bulls | 25:29(12:9) | Cheetahs | Loftus Versfeld Stadium, Pretoria Sędzia: Jonathan Kaplan |
| 22 października 200516:30 |            | 25:29(12:9) |          | Loftus Versfeld Stadium, Pretoria Sędzia: Jonathan Kaplan |

## First Division

### Faza grupowa
| 19 sierpnia 200517:00 | Mighty Elephants | 56:21(18:14) | Griffons | EPRU Stadium, Port Elizabeth Widzów: 500 Sędzia: Louis Mzomba |
| 19 sierpnia 200517:00 |                  | 56:21(18:14) |          | EPRU Stadium, Port Elizabeth Widzów: 500 Sędzia: Louis Mzomba |

| 20 sierpnia 200515:00 | Falcons | 34:28(13:17) | Border Bulldogs | Bosman Stadium, Brakpan Widzów: 300 Sędzia: Christie du Preez |
| 20 sierpnia 200515:00 |         | 34:28(13:17) |                 | Bosman Stadium, Brakpan Widzów: 300 Sędzia: Christie du Preez |

| 20 sierpnia 200515:00 | SWD Eagles | 35:38(25:24) | Pumas | Outeniqua Park, George Widzów: 700 Sędzia: Stuart Berry |
| 20 sierpnia 200515:00 |            | 35:38(25:24) |       | Outeniqua Park, George Widzów: 700 Sędzia: Stuart Berry |

| 26 sierpnia 200519:00 | Pumas | 36:29(17:23) | Mighty Elephants | Atlantic Stadium, Witbank Widzów: 400 Sędzia: Eugene Daniels |
| 26 sierpnia 200519:00 |       | 36:29(17:23) |                  | Atlantic Stadium, Witbank Widzów: 400 Sędzia: Eugene Daniels |

| 26 sierpnia 200519:10 | Border Bulldogs | 41:48(13:16) | SWD Eagles | Absa Stadium, East London Widzów: 800 Sędzia: Pieter de Bruin |
| 26 sierpnia 200519:10 |                 | 41:48(13:16) |            | Absa Stadium, East London Widzów: 800 Sędzia: Pieter de Bruin |

| 27 sierpnia 200516:00 | Griffons | 20:39(17:10) | Falcons | North West Stadium, Welkom Sędzia: Christie du Preez |
| 27 sierpnia 200516:00 |          | 20:39(17:10) |         | North West Stadium, Welkom Sędzia: Christie du Preez |

| 2 września 200519:00 | Mighty Elephants | 17:9(14:0) | Border Bulldogs | EPRU Stadium, Port Elizabeth Sędzia: Jerome America |
| 2 września 200519:00 |                  | 17:9(14:0) |                 | EPRU Stadium, Port Elizabeth Sędzia: Jerome America |

| 3 września 200515:15 | SWD Eagles | 33:26(13:19) | Griffons | Outeniqua Park, George Widzów: 700 Sędzia: Johann Meuwesen |
| 3 września 200515:15 |            | 33:26(13:19) |          | Outeniqua Park, George Widzów: 700 Sędzia: Johann Meuwesen |

| 3 września 200516:00 | Falcons | 25:18(10:3) | Pumas | Bosman Stadium, Brakpan Widzów: 2 000 Sędzia: Eugene Daniels |
| 3 września 200516:00 |         | 25:18(10:3) |       | Bosman Stadium, Brakpan Widzów: 2 000 Sędzia: Eugene Daniels |

| 9 września 200519:00 | Griffons | 63:33(42:26) | Mighty Elephants | North West Stadium, Welkom Sędzia: Deon van Blommestein |
| 9 września 200519:00 |          | 63:33(42:26) |                  | North West Stadium, Welkom Sędzia: Deon van Blommestein |

| 9 września 200519:00 | Border Bulldogs | 36:37(17:18) | Falcons | Absa Stadium, East London Widzów: 2 000 Sędzia: Allister van Wyk |
| 9 września 200519:00 |                 | 36:37(17:18) |         | Absa Stadium, East London Widzów: 2 000 Sędzia: Allister van Wyk |

| 10 września 200516:00 | Pumas | 42:25(17:20) | SWD Eagles | Atlantic Stadium, Witbank Widzów: 800 Sędzia: Christie du Preez |
| 10 września 200516:00 |       | 42:25(17:20) |            | Atlantic Stadium, Witbank Widzów: 800 Sędzia: Christie du Preez |

| 17 września 200515:00 | SWD Eagles | 37:36(12:26) | Border Bulldogs | Outeniqua Park, George Widzów: 200 Sędzia: Philip Bosch |
| 17 września 200515:00 |            | 37:36(12:26) |                 | Outeniqua Park, George Widzów: 200 Sędzia: Philip Bosch |

| 17 września 200516:00 | Falcons | 30:39(21:10) | Griffons | Bosman Stadium, Brakpan Widzów: 220 Sędzia: Willie Roos |
| 17 września 200516:00 |         | 30:39(21:10) |          | Bosman Stadium, Brakpan Widzów: 220 Sędzia: Willie Roos |

| 17 września 200516:30 | Mighty Elephants | 20:31(10:6) | Pumas | EPRU Stadium, Port Elizabeth Widzów: 300 Sędzia: Louis Mzomba |
| 17 września 200516:30 |                  | 20:31(10:6) |       | EPRU Stadium, Port Elizabeth Widzów: 300 Sędzia: Louis Mzomba |

| 23 września 200519:00 | Pumas | 20:25(10:20) | Falcons | Atlantic Stadium, Witbank Widzów: 1 000 Sędzia: Pieter de Bruin |
| 23 września 200519:00 |       | 20:25(10:20) |         | Atlantic Stadium, Witbank Widzów: 1 000 Sędzia: Pieter de Bruin |

| 23 września 200519:10 | Border Bulldogs | 20:32(12:7) | Mighty Elephants | Absa Stadium, East London Widzów: 500 Sędzia: Stuart Berry |
| 23 września 200519:10 |                 | 20:32(12:7) |                  | Absa Stadium, East London Widzów: 500 Sędzia: Stuart Berry |

| 24 września 200516:00 | Griffons | 58:15(23:10) | SWD Eagles | North West Stadium, Welkom Widzów: 500 Sędzia: Cobus Wessels |
| 24 września 200516:00 |          | 58:15(23:10) |            | North West Stadium, Welkom Widzów: 500 Sędzia: Cobus Wessels |

### Faza pucharowa
|  |                     |                  |          |                      |    |         |         |       |
|  | Półfinał            | Półfinał         | Półfinał |                      |    | Finał   | Finał   | Finał |
|  | Półfinał            | Półfinał         | Półfinał |                      |    | Finał   | Finał   | Finał |
|  | 1 października 2005 |                  |          |                      |    |         |         |       |
|  |                     |                  |          |                      |    |         |         |       |
|  | Falcons             | Falcons          | 35       |                      |    |         |         |       |
|  | Falcons             | Falcons          | 35       | 14 października 2005 |    |         |         |       |
|  | Mighty Elephants    | Mighty Elephants | 31       |                      |    |         |         |       |
|  | Mighty Elephants    | Mighty Elephants | 31       |                      |    | Falcons | Falcons | 16    |
|  | 30 września 2005    |                  |          |                      |    | Falcons | Falcons | 16    |
|  |                     |                  | Pumas    | Pumas                | 25 |         |         |       |
|  | Pumas               | Pumas            | Pumas    | Pumas                | 25 | 40      |         |       |
|  | Pumas               | Pumas            |          |                      |    |         |         |       |
|  | Griffons            | Griffons         | 27       |                      |    |         |         |       |
|  | Griffons            | Griffons         | 27       |                      |    |         |         |       |

| 1 października 200516:00 | Falcons | 35:31(20:17) | Mighty Elephants | Bosman Stadium, Brakpan Widzów: 400 Sędzia: Deon van Blommestein |
| 1 października 200516:00 |         | 35:31(20:17) |                  | Bosman Stadium, Brakpan Widzów: 400 Sędzia: Deon van Blommestein |

| 30 września 200519:00 | Pumas | 40:27(16:13) | Griffons | Atlantic Stadium, Witbank Widzów: 600 Sędzia: Linston Manuels |
| 30 września 200519:00 |       | 40:27(16:13) |          | Atlantic Stadium, Witbank Widzów: 600 Sędzia: Linston Manuels |

| 14 października 200519:10 | Falcons | 16:25(13:9) | Pumas | Bosman Stadium, Brakpan Widzów: 3 800 Sędzia: Craig Joubert |
| 14 października 200519:10 |         | 16:25(13:9) |       | Bosman Stadium, Brakpan Widzów: 3 800 Sędzia: Craig Joubert |